# Cordylomera etiennei
Cordylomera etiennei es una especie de escarabajo longicornio del género Cordylomera, tribu Phoracanthini, subfamilia Cerambycinae. Fue descrita científicamente por Quentin y Villiers en 1979.

## Descripción
Mide 16 milímetros de longitud.

## Distribución
Se distribuye por Comoras.